# إدي روتشستر أندرسون
إدي روتشستر أندرسون (بالإنجليزية: Eddie "Rochester" Anderson)‏ مواليد 18 سبتمبر 1905 في أوكلاند، الولايات المتحدة - الوفاة 28 فبراير 1977 في لوس أنجلوس، هو ممثل وكوميدي أمريكي بدأ مسيرته الفنية سنة 1919. امتدت مسيرته الفنية لأكثر من 54 عاما.

## الأعمال

### أفلام
- إيزابيل (1938)
- لا يمكنك أن تأخذها معك (1938) (بدور: دونالد)
- كنتاكي (1938)
- ذهب مع الريح (1939)
- إنه عالم مجنون مجنون مجنون مجنون (1963)

### مسلسلات
- الحب (1969) (بدور: ويلي)

## روابط خارجية
- إدي روتشستر أندرسون على موقع IMDb (الإنجليزية)
- إدي روتشستر أندرسون على موقع ألو سيني (الفرنسية)
- إدي روتشستر أندرسون على موقع ميوزك برينز (الإنجليزية)
- إدي روتشستر أندرسون على موقع أول موفي (الإنجليزية)
- إدي روتشستر أندرسون على موقع قاعدة بيانات الأفلام السويدية (السويدية)
- إدي روتشستر أندرسون على موقع إن إن دي بي (الإنجليزية)
- إدي روتشستر أندرسون على موقع ديسكوغز (الإنجليزية)
- إدي روتشستر أندرسون على موقع قاعدة بيانات الفيلم (الإنجليزية)
- إدي روتشستر أندرسون على موقع كينوبويسك (الروسية)